# یواس‌اس الاسیو
یواس‌اس الاسیو ممکن است به یکی از موارد زیر اشاره داشته باشد:
- یواس‌اس الاسیو (ای‌ام-۲۲۵)
- یواس‌اس الاسیو (ای‌ام-۴۴۸)